# Велер (лунный кратер)
Кратер Велер (лат. Wöhler) — небольшой ударный кратер в юго-восточной материковой части видимой стороны Луны. Название присвоено в честь немецкого химика Фридриха Вёлера (1800—1882) и утверждено Международным астрономическим союзом в 1935 г. Сведения о периоде образования кратера отсутствуют.

## Описание кратера
Ближайшими соседями кратера являются кратер Риччи на северо-западе; кратер Штеберль на севере, кратер Бреннер на востоке, кратер Янсен на юго-востоке, а также кратер Николаи на юго-западе. Селенографические координаты центра кратера 38°15′ ю. ш. 31°21′ в. д. / 38,25° ю. ш. 31,35° в. д., диаметр 28,1 км, глубина 2,06 км.
Вал кратера имеет близкую к циркулярной форму, умеренно разрушен. К западной части вала примыкает небольшой кратер. Высота вала кратера Велер над окружающей местностью 880 м, объём кратера составляет приблизительно 480 км³. Дно чаши кратера плоское и ровное, без приметных структур за исключением останков нескольких маленьких кратеров.

## Сателлитные кратеры

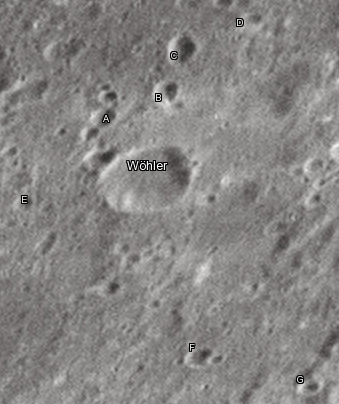
Снимок Девида Кемпбелла.

| Велер | Координаты                                            | Диаметр, км |
| ----- | ----------------------------------------------------- | ----------- |
| A     | 37°43′ ю. ш. 30°16′ в. д. / 37,72° ю. ш. 30,27° в. д. | 7,1         |
| B     | 37°15′ ю. ш. 30°46′ в. д. / 37,25° ю. ш. 30,77° в. д. | 9,8         |
| C     | 36°46′ ю. ш. 30°35′ в. д. / 36,76° ю. ш. 30,58° в. д. | 11,5        |
| D     | 36°15′ ю. ш. 31°08′ в. д. / 36,25° ю. ш. 31,14° в. д. | 7,4         |
| E     | 38°56′ ю. ш. 30°07′ в. д. / 38,94° ю. ш. 30,12° в. д. | 5,8         |
| F     | 40°10′ ю. ш. 33°50′ в. д. / 40,16° ю. ш. 33,84° в. д. | 8,4         |
| G     | 40°08′ ю. ш. 35°32′ в. д. / 40,14° ю. ш. 35,53° в. д. | 6,5         |